# Singenionimo
In linguistica, il singenionimo è una parola che indica un grado di parentela: padre (formale), papà (informale), zio, nonno, ecc.
I singenionimi non necessariamente trovano un omologo in ogni lingua, in quanto sono soggetti alla differenze culturali e sociali che variano da popolo a popolo, e possono anche presentare forme di ambiguità: si pensi all'italiano nipote, che può indicare sia il figlio del proprio figlio (abiatico) sia il figlio di un fratello o di una sorella.